# 黑緣蟹守螺
黑緣蟹守螺（学名：[Cerithium atromarginatum] 错误：{{Lang}}：文本有斜体标记（帮助））为蟹守螺科蟹守螺屬下的一个种。